# Kocktails with Khloé
Kocktails with Khloé es un programa de entrevistas de variedades con temática de la cultura pop estadounidense. Se estrenó en el canal de cable FYI el 20 de enero de 2016. La serie está conducida por la personalidad de televisión y socialité Khloé Kardashian. En abril de 2016, FYI canceló Kocktails with Khloé después de una temporada.

## Producción

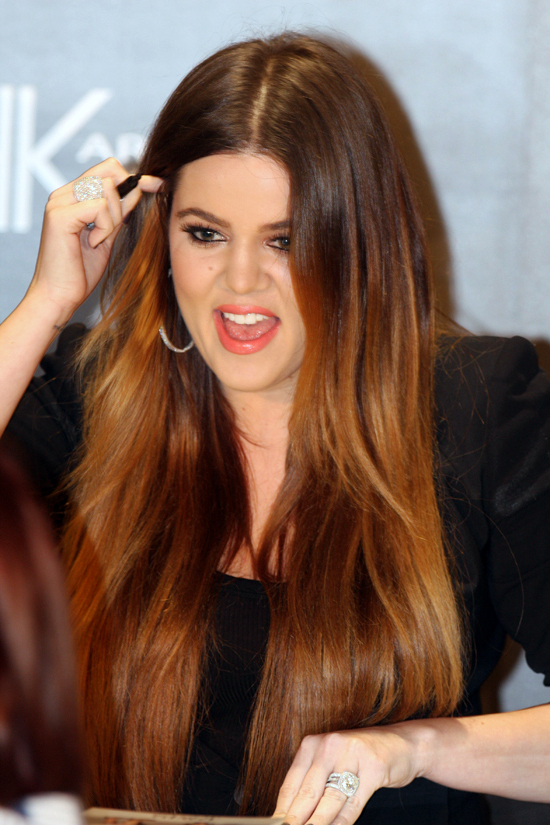
Khloé Kardashian, la conductora del programa

El programa recibió luz verde el 21 de julio de 2015. La cadena ordenó ocho episodios de una hora; la producción de Kocktails with Khloé comenzó inmediatamente después del anuncio. El programa de entrevistas es presentado por la personalidad de televisión y socialité Khloé Kardashian, quien es bien conocida por aparecer en la serie de telerrealidad Keeping Up with the Kardashians y sus derivados. Además de aparecer en programas con su familia, Kardashian ha participado anteriormente en varios otros proyectos de medios, incluido ser coanfitrión de la segunda temporada de The X Factor con Mario Lopez en 2012, así como presentarse en el DJ de Khloé After Dark. En la estación de radio Y100 de Miami en 2009. El programa de entrevistas es producido por Craig Piligian y Derek W. Wan de Pilgrim Studios, y Gena McCarthy, Toby Faulkner y Lauren Wohl de la cadena, así como por la propia Khloé Kardashian. La serie está filmada en Los Ángeles, California. El programa fue transmitido por FYI, una red de cable estadounidense, anteriormente conocida como The Biography Channel, que presenta principalmente programación con temas de estilo de vida.
«[El programa] es algo de lo que estoy extremadamente orgullosa y estoy emocionada de ejecutarlo con mis increíbles socios, Pilgrim y FYI», dijo Kardashian, quien también se desempeña como productora ejecutiva del programa, «Tengo suerte de que he podido invitar a fans a mi vida y a mi hogar semanalmente y este programa me dará la oportunidad de continuar haciéndolo con nuevos y emocionantes invitados. [...] No puedo esperar para mostrárselo a mis fans lo que tenemos reservado en 'Kocktails With Khloe'». El programa es producido por Pilgrim Studios, que describe la próxima serie como «un programa de entrevistas híbrido» ambientado en un formato íntimo único rodeado de invitados famosos y amigos. Craig Piligian, un productor ejecutivo de los estudios, se sintió positivo sobre el próximo proyecto al decir:

Khloé Kardashian se ha convertido en una estrella por derecho propio con el don de seguir siendo divertida, cálida y con la que se puede relacionarse sin dejar de representar la cultura pop aspiracional. Estamos encantados de trabajar con Khloé y FYI.

El programa de entrevistas se estrenó el 20 de enero de 2016. En abril, se anunció que la cadena canceló Kocktails con Khloé después de una temporada. El episodio final se emitió el 20 de abril.

## Episodios
| N.º en temp. | Título                             | Fecha de emisión original | Audiencia (millones) |
| --- | ---------------------------------- | ------------------------- | -------------------- |
| 1 | «The Happiest Hour»                | 20 de enero de 2016       | 0.35                 |
| Khloé invita a invitados famosos a su cocina para una animada cena. |                                    |                           |                      |
| 2 | «Bottoms Up!»                      | 27 de enero de 2016       | 0.22                 |
| El rapero Tyga; las personalidades de televisión Scott Disick, Malika Haqq y Morgan Stewart; la personalidad de YouTube Jenna Mourey; la cocinera Sharone Hakman. |                                    |                           |                      |
| 3 | «Cheers»                           | 3 de febrero de 2016      | 0.24                 |
| El artista musical Sean Puffy Combs; el actor/modelo RuPaul; las personalidades de televisión Nicole Snooki Political, Kylie Jenner y Kourtney Kardashian; la cocinera Sharone Hakman. |                                    |                           |                      |
| 4 | «Raise Your Glass»                 | 10 de febrero de 2016     | 0.21                 |
| Los artistas musicales Ne-Yo y T-Pain; la actriz Tori Spelling; la personalidad de Internet King Bach; la personalidad de televisión Sonja Morgan; la cocinera Sharone Hakman. |                                    |                           |                      |
| 5 | «The Twerktini»                    | 17 de febrero de 2016     | —                    |
| El actor Taye Diggs; el actor y ex campeón de la WCW David Arquette; la cantante Kat DeLuna; la actriz Katie O'Brien; la cocinera Sharone Hakman. |                                    |                           |                      |
| 6 | «The Deep Dish»                    | 24 de febrero de 2016     | —                    |
| La actriz Carmen Electra; la personalidad de televisión Ross Mathews; la cantante JoJo; la actriz Jazsmin Lewis; la cocinera Sharone Hakman. |                                    |                           |                      |
| 7 | «Drunk In Love»                    | 2 de marzo de 2016        | —                    |
| La actriz Lisa Rinna; el actor Marlon Yates Jr.; la personalidad de YouTube GloZell Green; el actor Kirk Fox; la cocinera Sharone Hakman. |                                    |                           |                      |
| 8 | «Eat, Drink, Pray»                 | 9 de marzo de 2016        | 0.12                 |
| Khloé Kardashian se une a Vivica A. Fox, Cassie, Alex Mapa y Slink Johnson para hablar sobre sus vidas, cultura pop, moda, chismes de celebridades y más. La chef Sharone Hakman se sumará al ambiente elegante y divertido de la fiesta, quien colaborará en los menús y asistirá en el entretenimiento. |                                    |                           |                      |
| 9 | «The Next Door Neighbor»           | 16 de marzo de 2016       | —                    |
| Khloé Kardashian se une a Travis Barker, Tia Mowry-Hardrict, Brian J. White y Lauren Ash para hablar sobre sus vidas, cultura pop, moda, chismes de celebridades y más. |                                    |                           |                      |
| 10 | «Cocktails for Six»                | 23 de marzo de 2016       | —                    |
| A Khloé se unen Trey Songz, Kendra Wilkinson Baskett, Jillian Rose Reed y Pauly Shore para hablar sobre sus vidas, la cultura pop, la moda y los chismes de las celebridades. |                                    |                           |                      |
| 11 | «Khloé Kardashian Bares All»       | 30 de marzo de 2016       | —                    |
| A Khloé se unen Trey Songz, Kendra Wilkinson Baskett, Jillian Rose Reed y Pauly Shore para hablar sobre sus vidas, la cultura pop, la moda y los chismes de las celebridades. |                                    |                           |                      |
| 12 | «Khloé Kardashian Spills the Tea»  | 6 de abril de 2016        | —                    |
| A Khloé se unen Tisha Campell-Martin, Jeannie Mai, Ta'Rhonda Jones, Cardi B y James Maslow para hablar sobre sus vidas, cultura pop, moda, chismes de celebridades y más; la cocinera Sharone Hakman asiste en el entretenimiento.                                                                        |                                    |                           |                      |
| 13 | «Khloé Kardashian Spills the O.J.» | 13 de abril de 2016       | —                    |
| A Khloé se unen Holly Robinson Peete, Jamie Kennedy, Shanola Hampton y Lance Bass para hablar sobre sus vidas, cultura pop, moda, chismes de celebridades y más; la cocinera Sharone Hakman ayudará en el entretenimiento.                                                                                |                                    |                           |                      |
| 14 | «Kimye and Legends»                | 20 de abril de 2016       | 0.14                 |

## Recepción
Maria Yagoda, al anunciar el programa para la revista People, se sintió muy positiva sobre la serie y dijo que «la premisa básica del programa (junto con el hecho de que 'kocktails' está en el título) ya nos está emocionando mucho».

## Transmisión
El programa de entrevistas estaba inicialmente programado para estrenarse el 9 de diciembre de 2015 en los Estados Unidos, pero la fecha se pospuso posteriormente al 20 de enero de 2016. La serie de ocho episodios se transmite en la red de cable FYI. El programa continuará transmitiéndose en el mismo horario durante ocho semanas consecutivas. En el Reino Unido, 4Music adquirió la serie y se estrenó el 26 de abril de 2016.